# Historyczność Króla Artura

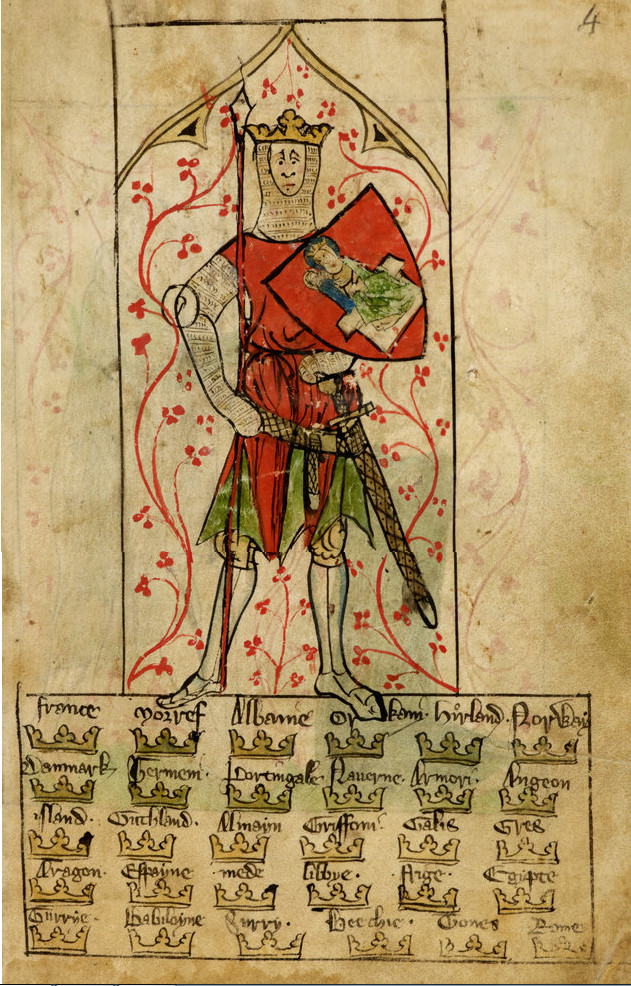
Król Artur na ilustracji z Kroniki Anglii (1307 r.) autorstwa Petera Langtofta

Historyczność Króla Artura – przedmiot dociekań naukowych i analizy danych historycznych w celu ustalenia, czy Król Artur istniał jako postać historyczna, gdzie i kiedy żył oraz czy któreś z ważniejszych wydarzeń jego życia może być potwierdzone jako wydarzenie historyczne.
Z powodu ubóstwa brytyjskich źródeł pisanych w latach 450–550, istnienie Króla Artura jest bardzo wątpliwe. Historyk David Dumville podsumował swoje stanowisko mówiąc, że "nie ma historycznych dowodów o Arturze; musimy odrzucić go z naszej historii". Niektórzy badacze zasugerowali, że Artur był mityczną postacią z ludowego folkloru, zaś inne postacie z tego okresu również uległy "historyzacji". W tym kontekście wymienia się między innymi Hengesta (lub według innej pisowni Hengista) i Horsę, ponieważ oryginalnie mogli być kentyjskimi totemicznymi bogami. W kontekście historycznym Artur pojawia się jako żołnierz (w oryginale miles), walczący u boku brytyjskich królów przeciwko saskim najeźdźcom.

## Źródła

### Historia Brittorum

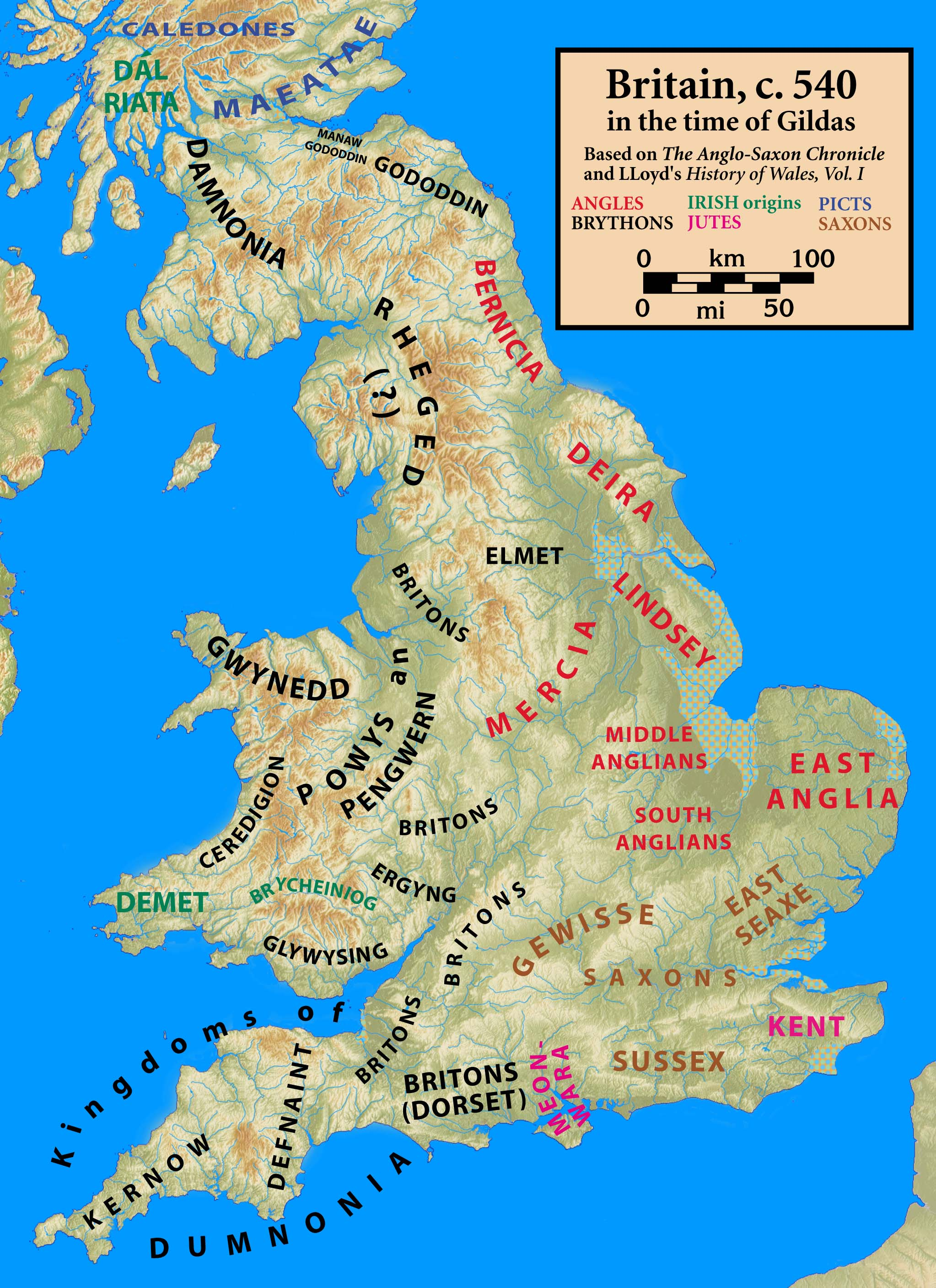
Mapa polityczna Brytanii okresu arturiańskiego. Po lewej widoczne królestwa brytyjskie, a po prawej anglosaskie.

Artur nie został wymieniony w Kronice anglosaskiej, napisanej około 890 roku, ani przez pisarza Bedę Czcigodnego w jego Historia ecclesiastica gentis Anglorum ("Historia kościelna narodu angielskiego") z około 731. Po raz pierwszy Artur pojawił się w Historia Brittonum, pracy zwykle przypisywanej Nenniuszowi, walijskiemu duchownemu i napisanej około 828 roku. Autor Historii Brittonum wymienia dwanaście bitew stoczonych przez Artura i daje mu tytuł dux bellorum, co można przetłumaczyć jako "wódz wojenny". Napisano tam również, że Artur walczył "u boku królów brytyjskich", a nie, że sam był królem. Inne źródła łączące Artura z jedną z tych bitew (w tym także z bitwą pod Mons Badonicus) wywodzą się bezpośrednio lub pośrednio z Historia Brittonum. W chronologii Artur znajduje się między śmiercią Hengesta, a panowaniem Idy z Bernicji, co sugeruje, iż kompilator Historii Brittonum umiejscawiał jego żywot na początku VI wieku. Ostatnio w środowisku naukowym podano w wątpliwość wiarygodność Historia Brittonum.

### De Excidio et Conquestu Britanniae
Przekaz tradycyjnie datowany na około 446 rok i znany jako Gemitus Britannorum (czyli "Lament Brytów") został odnotowany przez mnicha Gildasa Mędrca w jego dziele zatytułowanym De Excidio et Conquestu Britanniae ("O zniszczeniu i podboju Brytanii"), a później przez Bedę. Gemitus Britannorum miał być prośbą ludu Brytanii wystosowaną do Agitio ter consuli ("Egicjusza, trzykrotnego konsula") w sprawie przysłania posiłków wojskowych w walce przeciwko Anglom, Sasom i Jutom – germańskim plemionom najeżdżającym Brytanię najprawdopodobniej od lat czterdziestych V stulecia. Starcia pomiędzy Brytami a barbarzyńcami stały się kanwą, na podstawie której w późniejszych wiekach urosła legenda Artura, jednak sam Gildas ani słowem o nim nie wspomniał w swojej relacji. Gildas napomknął co prawda o wygranej przez Brytów bitwie, rozegranej pod Mons Badonicus (inaczej Badon Hill) i zaznaczył nawet, że miała miejsce w tym samym roku, w którym się urodził, jednak nie podał informacji, kto miałby dowodzić w obu armiach. Jedyna postać z V wieku, jaką Gildas nazwał po imieniu, to rekrutujący się ze stanu senatorskiego, dowódca wojskowy Ambrosius Aurelianus, jednak z narracji De Excidio et Conquestu Britanniae wynika, że minął jakiś czas pomiędzy działalnością Aurelianusa a bitwą pod Mons Badonicus, ponieważ Gildas nazwał go avite, co znaczy, że miał na myśli dziadka albo przodka. Data i miejsce bitwy pozostają nieznane, pomimo wielu domysłów współczesnych historyków. Poza Ambrosiusem Aurelianusem istnieje duże prawdopodobieństwo istnienia tyrana Vortigerna. Był on brytyjskim wodzem wojennym, który miał na wyspę zaprosić saskich barbarzyńców Hengesta i Horsę w charakterze foederati, czyli sprzymierzeńców w walce przeciwko atakującym z północy Piktom i Szkotom. U Gildasa Vortigern został określony jako superbo tyranno, czyli "dumny tyran", ale nie jest pewne, czy autor użył jego imienia, czy pozostawił go jako postać bezimienną. Większość opublikowanych dziś edycji De Excidio et Conquestu Britanniae pomija to imię. Tak czy inaczej na przestrzeni lat Vortigern obrósł legendami i niejednokrotnie był spokrewniany z Arturem.

### Annales Cambriae
Annales Cambriae ("Roczniki walijskie") powstały w St David's w Królestwie Dyfed w Walii. Najwcześniejsze są XII-wieczne kopie oryginału pochodzącego przypuszczalnie z połowy X wieku. Wydarzenia opisane w Annales Cambriae dotyczą Szkocji, Anglii, Irlandii i rzecz jasna Walii. Odnośnie do epoki arturiańskiej, autorzy kroniki datują bitwę pod Mons Badonicus na 516 rok: 

anno 72 Bellum Badonis, in quo Arthur portavit crucem Domini nostri Ihesu Christi tribus diebus et tribus noctibus in humeros suos et Brittones victores fuerunt

rok 72 (chodzi w rzeczywistości o 516 po Chrystusie) Bitwa pod Badon w której Artur niósł Krzyż Pana naszego Jezusa Chrystusa przez trzy dni i trzy noce na swoich ramionach i Brytowie byli zwycięzcami

 Z kolei śmierć Artura w Annales Cambiae wyznaczono na 537, czyli na bitwę pod Camlann: 

anno 93 Gueith Camlann in quo Arthur et Medraut corruerunt, et mortalitas in Brittannia et in Hibernia fuit

rok 93 (chodzi o 537) Bitwa pod Camlann w której Artur i Mordred (mieli walczyć przeciwko sobie) polegli i w Brytanii oraz w Irlandii nastała śmierć

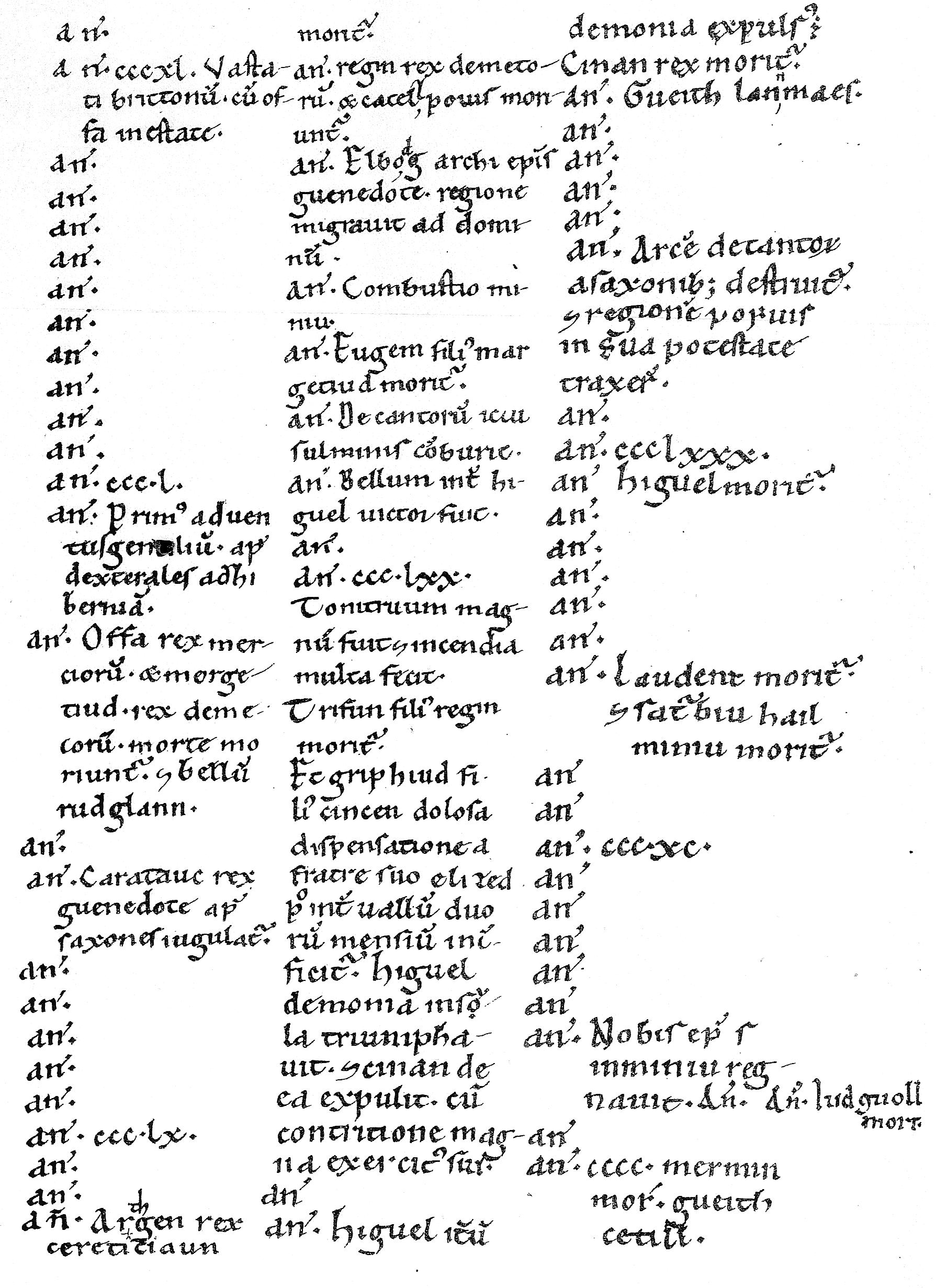
Annales Cambiae powstały w X wieku. Na zdjęciu widoczna kopia z około 1100 roku.

### Historia Regum Britanniae
Walijski duchowny i pisarz, Geoffrey z Monmouth, w 1136 roku na napisał pseudohistoryczne dzieło zatytułowane Historia Regum Britanniae (czyli "Historia królów Brytanii"), które spopularyzowało legendę o Królu Arturze. Lista królów brytyjskich Geoffreya została częściowo oparta na chronologii znalezionej w Historia Brittonum. Na liście Artur został umieszczony razem z Utherem Pendragonem pomiędzy Ambrosiusem Aurelianusem, a władcą o imieniu Constantinus (często błędnie utożsamianym z Konstantynem III).
Geoffrey z Monmouth twierdził również, że Artur dowodził brytyjskimi wojskami pod Badon. Według Geoffreya Ambrosius Aurelianus (którego nazywa Aurelius Ambrosius) był królem Brytanii i starszym bratem Uthera Pendragona, który z kolei miał być ojcem Króla Artura.

### Pozostałe źródła

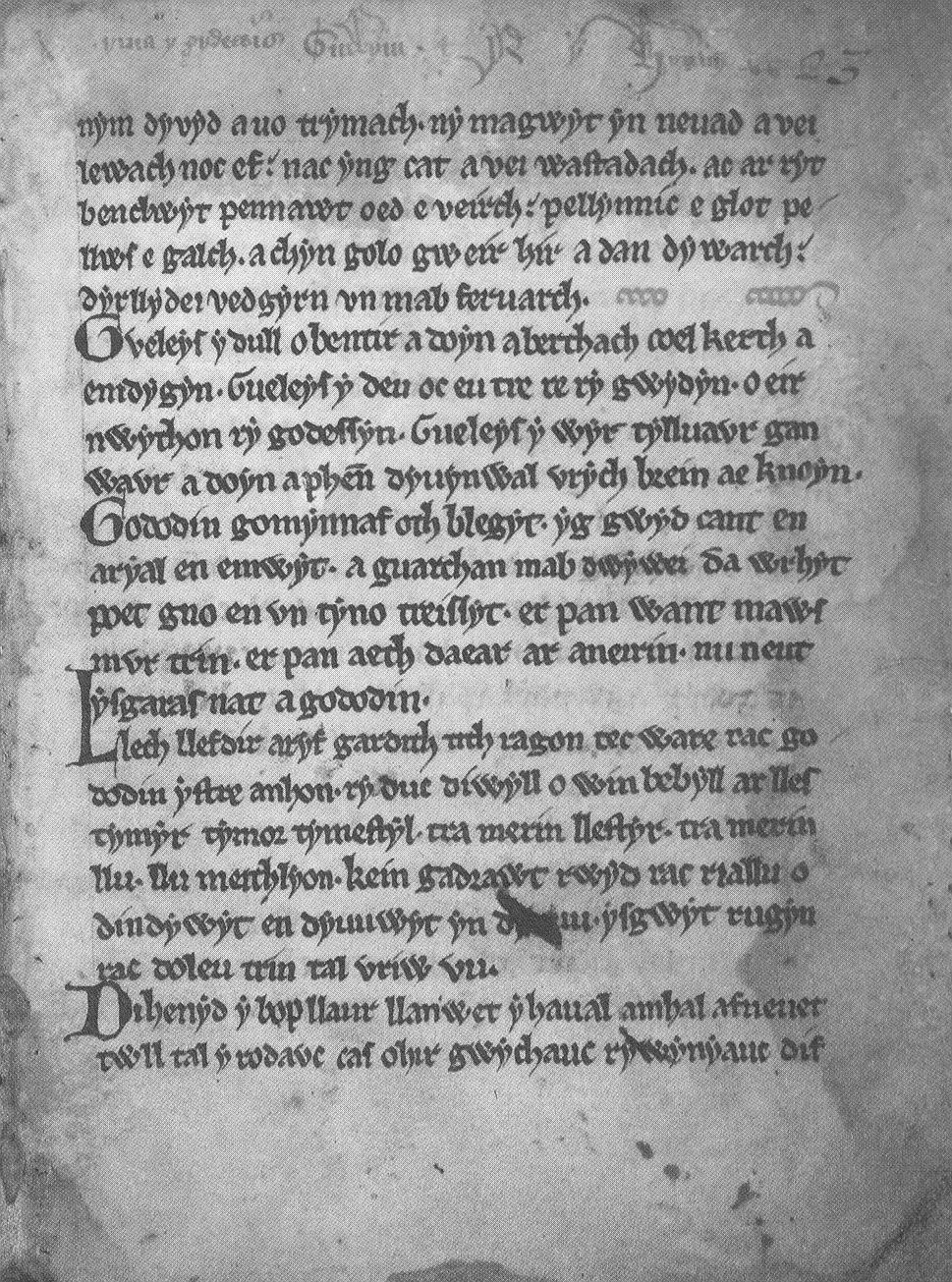
Strona z Y Gododdinu

Legenda Sancti Goeznovii, czyli hagiografia o bretońskim świętym Goeznoviusu, datowana na 1019 rok, zawiera krótką wzmiankę na temat Artura i Vortigerna. To jedna z pięciu wyspiarskich hagiografii odnotowująca Artura i ponadto wydaje się być niezależna od Historia Regum Britanniae ("Historii królów Brytanii") Geoffreya z Monmouth.
Istnieje wiele wzmianek o legendarnym bohaterze zwanym Arthur we wczesnowalijskiej i bretońskiej poezji. Źródła te są zachowane w późnośredniowiecznych rękopisach i nie mogą być datowane z dokładnością. Pochodzą one w większości z IX i X wieku, choć niektórzy autorzy napisali je już w VII wieku. Najstarszym z nich wydaje się być starowalijski wiersz Y Gododdin, zachowany w rękopisie z XI wieku. Z kolei walijski poemat zatytułowany Geraint, syn Erbina, napisany w X i XI wieku, wspomina Artura pobocznie i określa go mianem "cesarza".

## Identyfikacja z innymi postaciami
Jako że istnienie Króla Artura w świetle powyższych źródeł jest dziś podawane w wątpliwość, niewykluczone, że na przestrzeni wieków legendarny Artur powstał w oparciu o życiorys prawdziwej postaci historycznej o innym imieniu. Kandydaci na "historycznego Artura" są następujący:
- Lucius Artorius Castus – rzymski wódz z II bądź III stulecia, ze względu na imię i piastowane stanowisko
- Riothamus – bretoński dowódca z V wieku, walczący z Wizygotami w służbie Rzymu
- Ambrosius Aurelianus – choć zaznaczono już, że prawdopodobnie żył wcześniej, niż miała miejsce bitwa pod Badon, to jednak niewykluczone, że w późniejszych stuleciach Artura zaczęto utożsamiać właśnie z nim
- Aidan – król Dalriady, żyjący na przełomie VI i VII wieku
- św. Armel – żyjący na przełomie V i VI wieku[15]